# Gratiola flava
Gratiola flava là một loài thực vật có hoa trong họ Mã đề. Loài này được Leavenw. ex Pennell mô tả khoa học đầu tiên năm 1921.